# Миловидівка (Кременчуцький район)
Милови́дівка — село в Україні, у Кременчуцькому районі Полтавської області. Входить до складу Піщанської сільської громади. Населення становить 292 осіб. До 2015 року орган місцевого самоврядування — Гориславська сільська рада.

## Географія
Село Миловидівка знаходиться на лівому березі річки Сухий Кагамлик, вище за течією примикає село Коржівка, нижче за течією на відстані 2 км розташоване село Вільна Терешківка, на протилежному березі — село Гориславці. Річка в цьому місці пересихає, на ній зроблена загата. Поруч проходить залізниця, станція Платформа 272 км за 2 км.

## Назва
Миловидівка розташована на лівому березі річки Сухий Кагамлик, і коли цариця Катерина проїжджала по правобережжю цієї річки, то, поглянувши ліворуч, сказала: «Какой милый вид!» З того часу і називається Миловидівка.
Миловидівка має і іншу народну назву — Задорожнівка. Задорожнівка — від прізвища колишнього власника маєтку і земель пана Задорожного.